# Elli Smula

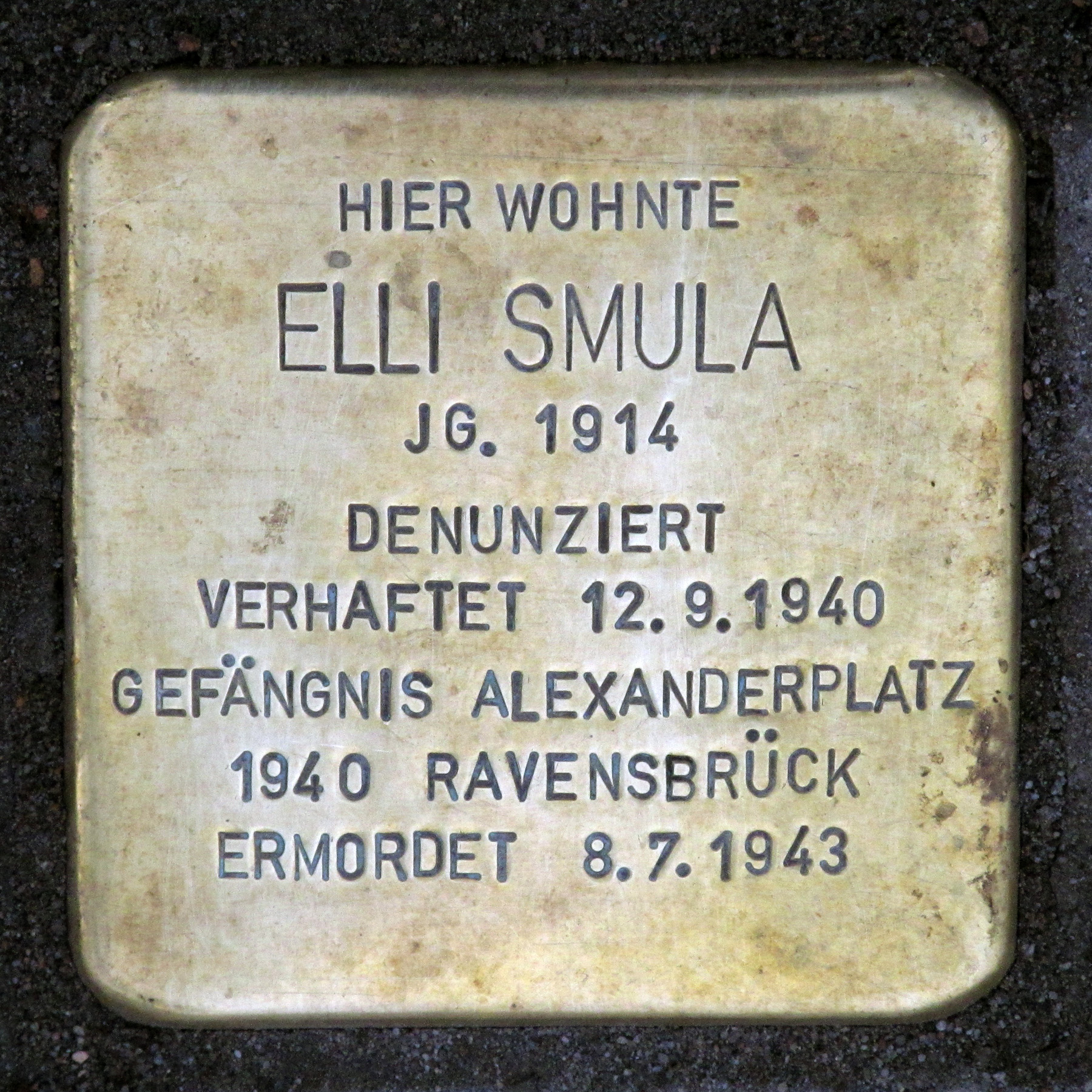
Der Stolperstein für Elli Smula an der Singerstraße 1 in Berlin

Elli Smula (geboren am 10. Oktober 1914 in Berlin; gestorben am 8. Juli 1943 in Ravensbrück) war eine Straßenbahnschaffnerin, die vermutlich wegen Beteiligung an Zechgelagen, bei denen es zu homosexuellen Handlungen gekommen sein soll, angezeigt wurde und die im Konzentrationslager Ravensbrück unter ungeklärten Umständen zu Tode kam. In der Biografieforschung zur Homosexualität in der Zeit des Nationalsozialismus ist ihr Schicksal seit den 1990er Jahren dokumentiert. Seit November 2015 erinnert ein Stolperstein in Berlin an sie.

## Leben
Elli Smula war die uneheliche Tochter der Hausangestellten Martha Smula. Sie hatte einen drei Jahre älteren Bruder. Der Vater der beiden Kinder starb während des Ersten Weltkriegs als Soldat. Elli Smula hatte keine Berufsausbildung und war Arbeiterin. Am 23. Juli 1940 wurde sie als Straßenbahnschaffnerin der Berliner Verkehrsgesellschaft (BVG) im Straßenbahndepot an der Elsenstraße dienstverpflichtet. Im September 1940 wurde sie an ihrem Arbeitsplatz von der Gestapo festgenommen. Sie wurde mehrfach in der Gestapo-Zentrale im Gefängnis am Alexanderplatz verhört, bevor sie am 30. November 1940 in das Frauen-Konzentrationslager Ravensbrück deportiert wurde.
Der Arbeitgeber, die BVG, hatte Smula und Margarete Rosenberg wenige Wochen nach ihrem Dienstbeginn angezeigt, weil sie sich an Zechgelagen beteiligt habe, bei denen es zu homosexuellen Handlungen gekommen sei. Infolgedessen habe sie „innerhalb eines Monats 16 Tage vom Dienst gefehlt“, wodurch der Betrieb der BVG stark gefährdet worden sei. In einem Vermerk der Gestapostelle IV B 1 c vom 26. September 1940 ist über Rosenberg und weitere Kolleginnen zu lesen: „Bei der BVG wurde darüber Klage geführt, daß auf dem Straßenbahnhof in Treptow einige Straßenbahnschaffnerinnen angestellt seien, die regen Verkehr mit Kameradinnen ihres Betriebes in lesbischer Hinsicht unterhalten. So wurde behauptet, daß sie Arbeitskameradinnen mit in die Wohnung nehmen, sie unter Alkohol setzen und dann mit ihnen gleichgeschlechtlich verkehren. Am nächsten Tage seien die Frauen dann nicht in der Lage gewesen, ihren Dienst zu versehen. Dadurch wurde der Betrieb des Straßenbahnhofs Treptow stark gefährdet.“
Am 10. Oktober 1940, ihrem 26. Geburtstag, erfolgte das letzte Verhör durch die Gestapo und sie wurde in das Polizeigefängnis am Alexanderplatz gebracht. Unter Aufsicht war ein einmaliger Besuch der Mutter möglich, bei dem Smula ihr mitteilte, dass sie an Hunger leide. Am 30. November 1940 erfolgte die Deportation, zusammen mit Rosenberg und 56 anderen Frauen in das Frauenkonzentrationslager Ravensbrück. Ob sich Rosenberg und Smula kannten, ist nicht bekannt. Die Registrierung im KZ Ravensbrück erfolgte anhand der doppelten Häftlingsnummer 5121/4862 am 12. Oktober 1940. In den Zugangsakten des KZ Ravensbrück ist als Smulas Haftgrund „politisch“ eingetragen, in einer weiteren Spalte wurde der Vermerk „lesbisch“ notiert. In den Lagerdokumenten wurde sie zusätzlich als „lesbisch“ bezeichnet. Bisher sind die genauen Umstände, die zu einer Inhaftierung geführt haben, nicht bekannt.
Aus einer Nachricht an ihre Mutter geht hervor, dass Elli Smula wahrscheinlich am 8. Juli 1943 im KZ Ravensbrück starb. Die Umstände ihres Todes sind nicht bekannt. Wahrscheinlich ist ein Tod durch Hunger oder einer durch die Umstände im KZ entstandenen Krankheit. Die NS-Überlebende Martha van Och-Soboll (1910–2001), die ebenfalls in Ravensbrück war, sagte nach dem Krieg jedoch aus, Elli Smula sei bereits 1942 von der Lagerärztin Herta Oberheuser mit einer Injektion getötet worden.

## Rezeption
Für Frauen, die wegen sexuell abweichenden Verhaltens oder aus zusätzlichen weiteren Gründen in Konzentrationslagern inhaftiert wurden, gab es keine eigene Häftlingskategorie. Sie wurden bekanntlich nicht wie die homosexuellen Männer mit dem Rosa Winkel gekennzeichnet, sondern anderen Häftlingsgruppen zugeordnet. Die Strafverfolgung männlicher Homosexueller wurde durch den Paragraph 175 erfasst und umfasste keine Strafverfolgung, mit Ausnahme von Österreich, für homosexuelle Frauen. Vor diesem Hintergrund hat die Historikerin Laurie Marhoefer den Begriff der intersektionalen Form der nationalsozialistischen Verfolgung lesbischer Frauen geprägt. Sie führt aus, dass die Annahme, weibliche Homosexualität für sich gesehen kein Verfolgungsgrund war, sie jedoch im Zusammenwirken mit weiteren Verdachtsmomenten durchaus eine Rolle spielte.

## Gedenken
Seit November 2015 erinnert ein Stolperstein nahe der Singerstraße 1 in Berlin-Mitte an Elli Smula.